# NAMC YS-11
NAMC YS-11 dvomotorni je turboprop zrakoplov za do 64 putnika. Razvio ga je u Japanu konzorcij Nihon Kōkūki Seizō Nihon Aircraft Manufacturing Company, NAMC). Program je 1954. godine pokrenulo japansko Ministarstvo vanjske trgovine i industrije. Prvi stroj dovršen je 1962., a proizvodnja je završila 1974. Prototip iz 1962. izložen je u Muzeju zrakoplovstva (Kōkū Kagaku Hakubutsukan). Museum of Aeronautical Sciences) u blizini zračne luke Narita/Tokyo.
Do danas je YS-11 jedini uspješan putnički zrakoplov izgrađen u Japanu. Ukupno su izrađena 182 komada. Zrakoplov je uglavnom proizveden u Japanu, osim motora Rolls-Roycea i propelera Dowty Rotola.

## Korisnici
S YS-11 letjele su razne azijske zrakoplovne kompanije. Među ostalim kupcima bili su: Aerolíneas Argentinas, Cruzeiro do Sul i američki Piedmont Airlines .
U Europi, osim norveškog Mey-Aira koji je YS-11 unajmio na nešto manje od dvije godine, grčki Olympic Airways bio je jedini europski operater. Nabavio je devet potpuno novih primjeraka, od kojih su dva uništena. Šest od preostalih sedam zrakoplova preuzelo je grčko ratno zrakoplovstvo 1980. i 1981. godine.

## Tehničke specifikacije
|                                            | Podaci NAMC YS-11-200                          |
| ------------------------------------------ | ---------------------------------------------- |
| Posada                                     |                                                |
| Broj putnika                               | 64                                             |
| Duljina                                    | 26,3 m                                         |
| Raspon krila                               | 32,0m                                          |
| Visina                                     | 9,0m                                           |
| Povrsina krila                             | 95 m²                                          |
| Maks. početna masa                         | 24.500 kg                                      |
| Maks. brzina krstarenja                    | 533 km/h na 9450 m visine                      |
| Brzina krstarenja na velikim udaljenostima | 470 km/h                                       |
| Maks. domet                                | 3215 km                                        |
| Domet s maks. nosivost                     | 1100 km                                        |
| Motor                                      | dva turboelisna Rolls-Royce Dart ; 2.200 svaki |